# 格里戈里·罗曼诺夫
格里戈里·瓦西里耶维奇·罗曼诺夫（俄语：Григо́рий Васи́льевич Рома́нов，1923年2月7日—2008年6月3日），苏联党和国家领导人。苏联共产党列宁格勒州委第一书记（1970-1983），他被苏联党内认为是米哈伊尔·戈尔巴乔夫政治斗争中的主要对手与经济专家。1985年7月，被戈尔巴乔夫以健康原因为理由解除了苏共政治局委员。苏联解体后，他加入了俄罗斯联邦共产党，在那里他是中央顾问委员会的成员。
值得一提的是，他和沙皇俄国的皇室罗曼诺夫家族并无亲缘关系。

## 个人生活
1923年2月7日生于诺夫哥罗德地区的季赫诺沃村，是一个俄罗斯农民家庭的第六个孩子。1938年，他以优异的成绩从中学毕业，进入列宁格勒造船技术学院。1941年参加苏德战争，他在列宁格勒和波罗的海前线担任联络员，并经历了列宁格勒围城战并因营养不良而住院。1944年9月，他加入了苏联共产党。战争结束后，他回到技术学校，并娶了一个他深爱已久的女孩与他的终身妻子安娜·斯捷潘诺夫娜。1946年以优异成绩获得文凭，获得造船工程专业的文凭并被分配工作。1953年，他从列宁格勒造船技术学院毕业。

## 政治经历
1923年，出生在诺夫哥罗德州博罗维奇区季赫诺沃村。1941年，参加苏联红军服役。1944年9月，加入苏联共产党。1946年，任苏联造船工业部中央设计室室主任。1954年，毕业于列宁格勒造船学院。1955年，任列宁格勒日丹诺夫工厂党委书记和苏共中央驻厂特派代表。1957年，任苏共列宁格勒市基洛夫区委书记、第一书记。1961年，任苏共列宁格勒市委书记。1962年，任苏共列宁格勒州委书记。1963年，任苏共列宁格勒州委第二书记。1970年，任苏共列宁格勒州委第一书记。1973年，为苏共政治局候补委员。1976年，为苏共政治局委员。1983年，任苏共中央书记处书记。1985年7月，被解除苏共中央书记处书记。2008年，在莫斯科去世。

## 领导列宁格勒
1970年9月16日，他当选为列宁格勒地区共产党委员会第一书记。在这个职位上，他为列宁格勒赢得了国防投资。1971年，他在苏共第二十一次代表大会上当选为苏共中央委员会委员。1973年，他成为中央政治局候补委员，1976年成为正式委员。1977年，他成功发起投票，将最高苏维埃主席团主席尼古拉·波德戈尼从政治局中罢免。
通过了一项决议“关于建设保护城市的设施”，1979年开始建设一座大坝（今圣彼得堡大坝）以解决洪水问题，但由于缺乏莫斯科支持而多次暂停建设，安德罗波夫执政后访问列宁格勒与罗曼诺夫交谈后使大坝继续建设。苏联解体后在1995年重新中断了建设，直到普京于2005年恢复建设才到2011年完工。
格里戈里·罗曼诺夫的另一项引人注目的倡议是在列宁格勒组织职业教育体系。列宁格勒工业企业，包括许多国防工厂，长期缺乏劳动力。在13年的时间里，列宁格勒出现了50多个科学和生产协会。为了减少从其他地区的移民到列宁格勒从事工业和犯罪活动的“限制人员”的数量，罗曼诺夫在列宁格勒提供了培训，大大扩大了职业学校的数量。
罗曼诺夫领导的列宁格勒党组织主要成就之一是大规模住房建设，在1976年至1980年的五年计划中，为大约100万列宁格勒人提供了住房。
在那些年里，第一部苏联摇滚歌剧《俄耳甫斯与欧律狄刻》上演了十年，列宁格勒摇滚俱乐部成立了，成立了新的艺术团体——列奥尼德·雅各布森舞蹈团、冰上芭蕾舞团、鲍里斯·艾夫曼芭蕾舞团、喷泉上的青年剧院，第二次主持的音乐厅，成为传统的节日表演“红帆节”、“音乐之春”、“青年工人节”。没有一部电影被禁止演出。虽然也有意见分歧，但罗曼诺夫始终坚持党的原则。
同时在这一时期，完成了列宁格勒音乐和体育中心的建设。列宁格勒青年宫建立在小涅夫卡河畔。在一条以诗人名字命名的街道上竖立了弗拉基米尔·弗拉基米罗维奇·马雅可夫斯基纪念碑。1976年8月21日，列宁格勒改用7位数的电话号码。

## 政治斗争
勃列日涅夫时期，罗曼诺夫得到了勃列日涅夫的注重并被视为潜在的总书记候选人。之后，列宁格勒因为一些事情失去了勃列日涅夫的支持。
直到安德罗波夫时期，罗曼诺夫的能力引起了新任总书记尤里·安德罗波夫的看重，安德罗波夫随后将他带到莫斯科，并于1983年6月21日帮助他晋升为非常有声望和影响力的苏共中央委员会书记处书记，负责工业和军工企业。同时，他远离了列宁格勒。
在安德罗波夫生命的最后几个月里，罗曼诺夫被广泛视为安德罗波夫最亲密的合作者之一，是安德罗波夫在苏联内外改革、复兴和进一步发展社会主义的全面计划的热情支持者，安德罗波夫逝世后，最有可能继任的候选人是戈尔巴乔夫、罗曼诺夫与契尔年科，国防部长乌斯季诺夫拒绝支持戈尔巴乔夫，建议选举罗曼诺夫。安德罗波夫死后，他被认为是苏共中央总书记一职的真正竞争者，然而，由于各派的政治斗争，通过了一个折衷的候选人——一个身患绝症的人。最终，契尔年科继任了总书记。
当时的苏共政治局委员中谢尔比茨基、库纳耶夫、格里申、罗曼诺夫、吉洪诺夫都反对戈尔巴乔夫，葛罗米柯、阿利耶夫、沃罗特尼科夫和索洛缅采夫支持戈尔巴乔夫。
当时苏共领导层中包括在政治局中占上风的老人们，都对罗曼诺夫怀有敌意。他们更喜欢有魅力的知识分子戈尔巴乔夫，他具有非凡的说服能力，并让他们相信影响与控制他比控制罗曼诺夫会更容易。
罗曼诺夫得到了谢尔比茨基与库纳耶夫的支持并与格里申合作，但没有正式联盟。契尔年科逝世时，谢尔比茨基在美国进行访问，罗曼诺夫在立陶宛帕兰加度假。戈尔巴乔夫在得到了葛罗米柯等人的支持下战胜格里申继任总书记。
几年后，罗曼诺夫接受采访称，“当我们第二天到达莫斯科时，他（戈尔巴乔夫）已经做到了，没有按照政治局的规定等待我们。那么快！他已经秘密地和他们达成了协议。”
戈尔巴乔夫上台后，几乎马上开始巩固自己的政治权力。他于1985年5月访问列宁格勒取得了扎伊科夫的支持，又于1985年7月以“因健康状况不佳”为由解除了他的政治局职务并迫使他退休。
之后他没有公开露面，也没有评论俄罗斯的事务，只接受了极少数采访。罗曼诺夫建立了“莫斯科列宁主义者协会”并成为了俄罗斯联邦共产党中央顾问委员会委员。据《新闻周刊》报道，他一直向共产党缴纳党费，直到他生命的最后几天。
1998年1月28日，根据叶利钦总统1998年1月28日第101号法令，罗曼诺夫获得了个人养老金，以表彰他对俄罗斯机械制造工业和国防工业发展的重大贡献。
罗曼诺夫在接受《时代》杂志采访时说：“他是一个叛徒，背叛了祖国。该死的戈尔巴乔夫。他是灾难的始作俑者。他是一个灾难，一个无知的农民，就不應被允许进入一个大城市。”

## 个人评价
- 他通常被是一位坚定的共产主义活动家，主张在社会主义原则的基础上积极改革苏联经济。他被认为是“强硬路线”的支持者。同时代的人注意到他的独立性、原则性、个人尊严和非凡的记忆力。 此外，与他共事的党员回忆说，格里戈里·罗曼诺夫就像一个电脑记忆芯片。他可以很容易地回忆起国民经济的任何指标，例如列宁格勒地区某国营农场有多少头精壮公牛。[10]

- 舆论中，他被视为“强硬路线”的支持者。在自由派知识分子中，格里戈里·罗曼诺夫的形象最常与保守僵化、强硬的警察政权联系在一起。 英国前首相玛格丽特·撒切尔在她的回忆录中说，1983年考虑苏联的未来时，她首先对沙皇的姓氏罗曼诺夫（Romanov）重返克里姆林宫的前景感到好奇。但她改变了主意，说尽管他看起来是一个有效的领导人，但他也赢得了“强硬的马克思主义者”和“奢侈生活方式”的声誉。撒切尔在《唐宁街岁月》中写道：“我承认，当我读到在他女儿的婚礼庆典上，从冬宫得到的那些无价的水晶玻璃杯被打碎的消息时，这个名字的一些吸引力也消失了。”[11]
- 我记得格里戈里·罗曼诺夫是一位具有强烈政治信念与坚强个性的人。他是他那个时代的人。在战争期间，他保卫列宁格勒。接受过扎实的技术教育。他会造船。在某种程度上，他的世界观也带有技术官僚主义的迹象，这对他的党和国家工作作风产生了积极影响。 就个人而言，格里戈里·罗曼诺夫给人的印象是一个非常正派和有原则的人。他还以在与人打交道时的均匀性而著称，无论是在他面前的人。据我所知，他家中弥漫着一种亲切、温暖的家庭气氛。 如果戈尔巴乔夫未能夺取政权，并为背叛国家利益做了他所有的黑色勾当，如果格里戈里·罗曼诺夫代替戈尔巴乔夫出任总书记（他一步一步地做到了这一点）那么，我们现在和你们将继续生活在苏联，当然，改革，现代化，但繁荣与强大。[12]
- 罗曼诺夫的个性故事值得注意，因为乍一看，似乎是苏联时期许多人的典型。非典型始于他作为组织者的非凡智慧，他能够意识到当前的国家重要性，就像所有人一样，并将其提升到最高水平。组织才能在任何时候都是一种罕见的现象。他把罗曼诺夫列为许多人中的佼佼者。[13]
- 罗曼诺夫时期共青团第一书记瓦伦蒂娜·马特维延科说：“命运慷慨地赋予格里戈里·瓦西里耶维奇领导才能，他不仅对自己负责，而且对他人负责。——他在发展工业、建设住房、解决列宁格勒人的社会问题等方面做了很多工作，个人为我们的城市发展职业教育作出了巨大贡献。”
- 格里戈里·罗曼诺夫是最可恶的党领袖之一，他亲自对在他的直接领导和最高认可下犯下的许多可憎的罪行负责。鲍里斯·维什涅夫斯基，政治学家、民主俄罗斯运动成员、国际人权协会会员。
- “这是一个聪明，要求高和敏感的人，他是我们的父亲——严格而体贴。从不提高嗓门，也不允许自己对工人粗鲁或僵硬，对每一件小事都很敏感，总是注意到，为了让商店里有人们所需要的一切，”第一书记的前助理感叹。
- “这是一个意识形态上的怪物…他把整个市中心都变成了公共公寓，因为空出的房间里住着陌生人。当他开始修建大坝时，谢尔盖·扎利金在《新世界》上写道，芬兰湾将被淹没，罗曼诺夫回答说：“好吧，不管怎样，我们将被淹没……许多音乐家、演员、艺术家们，在他统治下，搬到了莫斯科——在罗曼诺夫手下工作是不可能的。”尤里·维多文，人权活动家。[14]
- “我有机会和他交流，”圣彼得堡和列宁格勒地区共产党领导人谢尔盖·马林科维奇说。“记得十年前，当我还是共青团第一书记的时候，我和他开会迟到了3分钟。他像父亲一样严厉，尽管他开玩笑地告诉我，你不能这样做。在格里戈里·瓦西里耶维奇身上，人们可以非常感受到这种刚硬、核心、人格的尺度。”[10]

## 人物传闻
关于罗曼诺夫的传闻最著名的是罗曼诺夫为了1974年她女儿的婚礼而在冬宫组织了一场华丽的婚礼，客人们在那里吃了沙皇时期的皇家标准的晚宴。
另外两个不同版本的传闻分别是，在他女儿婚礼上喝醉酒的客人打碎了从艾尔米塔什博物馆借来的无价的凯瑟琳大帝瓷器碎片，另一个是在18世纪的陶里德宫举行了他女儿的婚宴，晚餐是从冬宫借来的皇家餐具，其中大部分都被客人砸碎了。
伊万·库兹米奇·波洛兹科夫在专访称：‘这一切都被证明是诽谤，婚礼晚会是在一个普通的咖啡馆举行，总共有22名新郎和新娘的同学参加了婚礼，成年人是四对夫妇，新婚夫妇的父母和他们最亲近的亲戚。’同时表示‘很显然，罗曼诺夫的政治权威显然没有帮助任何人包括他自己平息这场舆论风波。’
罗曼诺夫对这些传闻都坚决否认，并将其描述为戈尔巴乔夫及其支持者的蓄意诋毁。
罗曼诺夫说：“我知道，米哈伊尔·戈尔巴乔夫本人在克格勃朋友的帮助下散布了这些谣言。”
同时，登载有弗朗索瓦·密特朗与罗曼诺夫会面并对其优点给予最高评价的报刊和书籍在80年代变得非常普遍。另一个无法证实的传闻是罗曼诺夫与一位受欢迎的年轻女歌手柳德米拉·谢琴娜在他们的豪华游艇偏离苏联水域时被捕。还有一些更无害的笑话，可以被认为是承认这位领导人在列宁格勒人中的某种受欢迎程度。例如，有人问：“谁知道为什么涅夫斯基大街被挖了？因为罗曼诺夫丢了他的发夹。”甚至在院子里，孩子们也在玩耍时像列宁或卡尔·马克思那样提起罗曼诺夫的名字。

## 家庭与逝世
罗曼诺夫于2008年6月3日在莫斯科逝世，享年86岁。他于6月6日被安葬在莫斯科孔策沃公墓，与他的妻子合葬。
他的妻子是安娜·斯捷潘诺夫娜（1922-2003），1946年结婚。
她的女儿瓦伦蒂娜毕业于列宁格勒州立大学，在莫斯科国立大学力学和数学系任教。1996-1998年。俄罗斯工业银行董事会主席，1998年起任银行董事会主席（1992-1998年“救世主基督大教堂国际银行”）她的丈夫是前俄罗斯联邦代理总检察长奥列格·伊万诺维奇•盖达诺夫。
女儿娜塔莉亚（1974年结婚）
孙子安德烈·阿纳托利耶维奇·库拉科夫（1971年出生）

## 个人奖章
- 保卫列宁格勒奖章（1942）

- 战功奖章（10/15/1944）
- 劳动红旗勋章(06/21/1957)
- 荣誉勋章（05/14/1960）
- 列宁勋章五枚(28.04.1963, 29.08.1969, 06.02.1973, 29.05.1981, 06.02.1983)
- 十月革命勋章(09.09.1971)
- 社会主义劳动英雄(06.02.1983)
- 第一级卫国战争勋章(04/23/1985)
- 二月胜利勋章（捷克斯洛伐克颁发，02/11/1983）

## 流行文化
- 费奥多尔·阿勃拉莫夫（Fyodor Abramov）的一些短篇小说中提到了罗曼诺夫（G.V.Romanov）的车队，这些车队阻碍了列宁格勒公路上的交通。

- 在谢尔盖·阿尔塞涅夫的《学生、共青团、运动员》一书中，继尤里·安德罗波夫之后，罗曼诺夫也成为苏共中央总书记。
- 在德米特里·韦雷索夫（Dmitry Veresov）的书中，他们的电视电影《黑乌鸦》（Black Voron）以图马诺夫（Tumanov）的名字命名（尽管在该系列的一些场景中也提到了真名）。
- 在俄罗斯独立游戏开发团队克里姆林格姆斯（Kremlingames）的三款游戏中，可以使罗曼诺夫替代戈尔巴乔夫在契尔年科之后担任苏共中央总书记。这三款游戏分别为《克里姆林宫：危机》、《东德情结：柏林墙》、《中国：毛泽东的遗产》。[18][19][20][21]
- 在阿列克谢·马哈罗夫（Alexei Makhrov）的幻想四部曲和《明日之主》（The God of the Surtra）的合著者中，罗曼诺夫 (Romanov) 作为主要人物之一出现以帕维尔·亚历山德罗维奇（Pavel Alexandrovich）大公为主角。 在视频游戏《战争游戏：空中之战》中，一个随机的战役事件报告说，罗曼诺夫因政治阴谋被谋杀。 在维克托·阿尔戈诺夫（Viktor Argonov）的科幻歌剧《2032：未实现的未来传奇》中，罗曼诺夫在中央委员会代表大会上当选为总书记，并一直担任这一职务，直到大约二十一世纪中期。